# 新城子镇 (林西县)
新城子镇，是中华人民共和国内蒙古自治区赤峰市林西县下辖的一个乡镇级行政单位。2019年被评为中国文化百强镇。

## 行政区划
新城子镇下辖以下地区：
七合棠村、小城子村、大金沟村、双井村、双兴村、英桃沟村、岗岗坤兑村、英桃漠河村、哈玛吐村、元宝山村、下场村和老虎石沟村。